# Allouis
Allouis – miejscowość i gmina we Francji, w Regionie Centralnym, w departamencie Cher.
Według danych na rok 1990 gminę zamieszkiwało 706 osób, a gęstość zaludnienia wynosiła 20 osób/km² (wśród 1842 gmin Regionu Centralnego Allouis plasuje się na 540. miejscu pod względem liczby ludności, natomiast pod względem powierzchni na miejscu 238.).